# El Ocote (zona arqueológica)
La zona arqueológica El Ocote es un sitio ubicado en la comunidad de El Ocote, en el municipio de Aguascalientes. Contiene vestigios de asentamientos humanos, particularmente pinturas rupestres, que vivieron en ese lugar entre el año 575 y el 900.

## Contexto histórico
El tipo de vestigios encontrados en El Ocote dan indicios de la presencia de una civilización prehispánica previa a la colonización y conquista. Una prueba de Carbono-14 indicó que la civilización que se estableció en El Ocote estuvo alrededor del año 575 al 900, que corresponden al periodo Epiclásico. No se ha podido establecer qué pueblos vivieron en la zona, pero se sabe que se trata de asentamientos previos a la llegada de los Chichimecas.
Los descubrimientos de El Ocote y otros sitios arqueológicos en Aguascalientes datan de la década de 1980, cuando José Luis Lorenzo y Lorena Mirambell realizan observaciones en El Tepozán y El Ocote. Sin embargo, las investigaciones más importantes se comenzaron a realizar en el 2000, por investigadores del INAH.

## Ubicación
Se encuentra en el municipio de Aguascalientes, a 45 kilómetros de la ciudad capital, en el ejido denominado El Ocote; al suroccidente del Estado. En específico, el sitio se ubica en el cerro de Los Tecuanes, junto a la presa Tolimique. Este sitio es parte de la Sierra El Laurel, al suroeste de Aguascalientes, cerca de Zacatecas y Jalisco.

## El sitio arqueológico

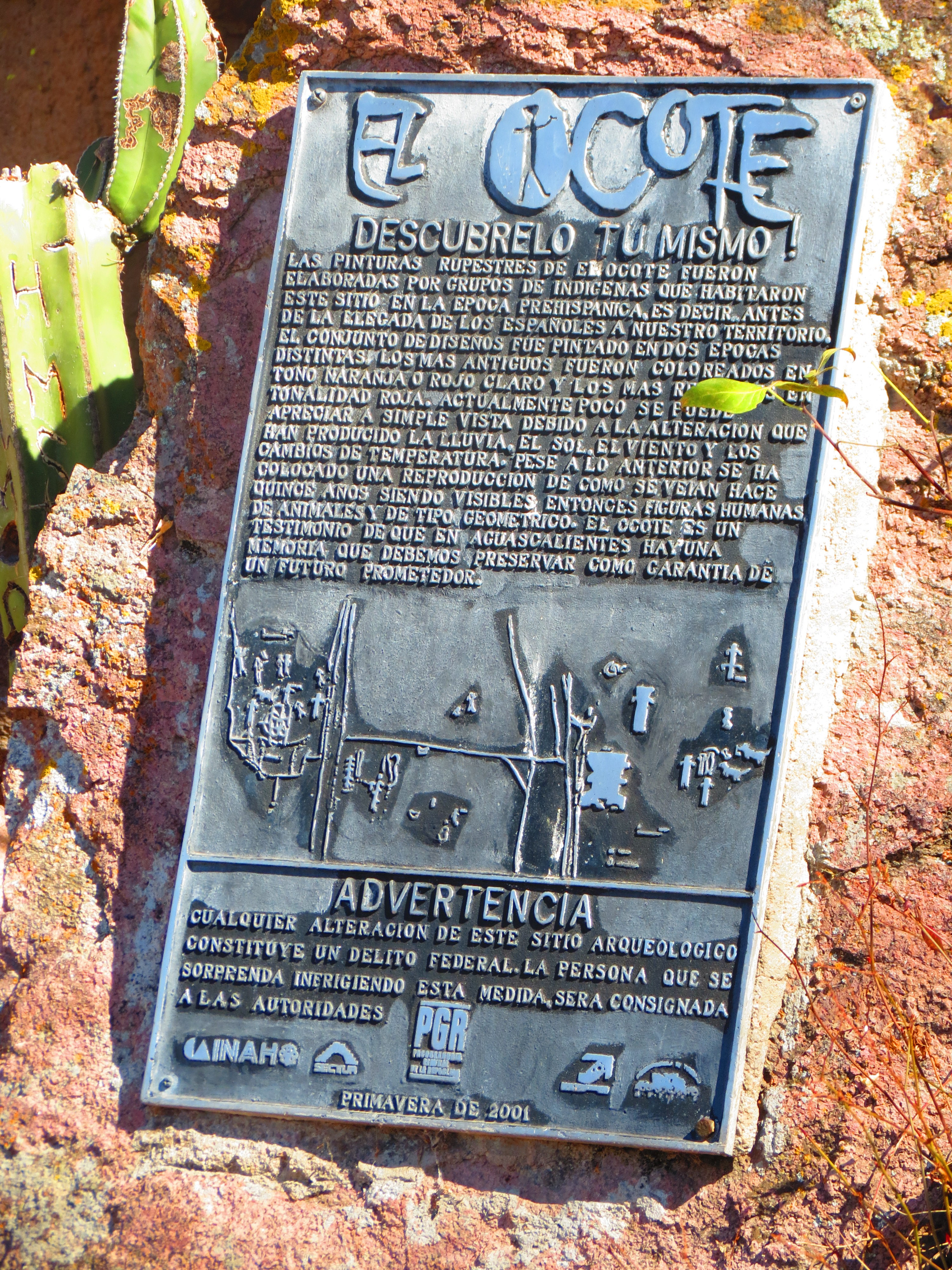
Placa del sitio arqueológico El Ocote.

El sitio se extiende por 60 hectáreas, aunque los restos y pinturas se encuentran dentro de un polígono de 17 hectáreas. Se han encontrado 80 mil fragmentos de cerámica, de las cuales se han identificado 200 herramientas de hueso, 200 piezas ornamentales, así como 32 cuerpos y esqueletos en sitios de enterramiento. En El Ocote se han encontrado santuarios en la cima del cerro, altares y pinturas rupestres.

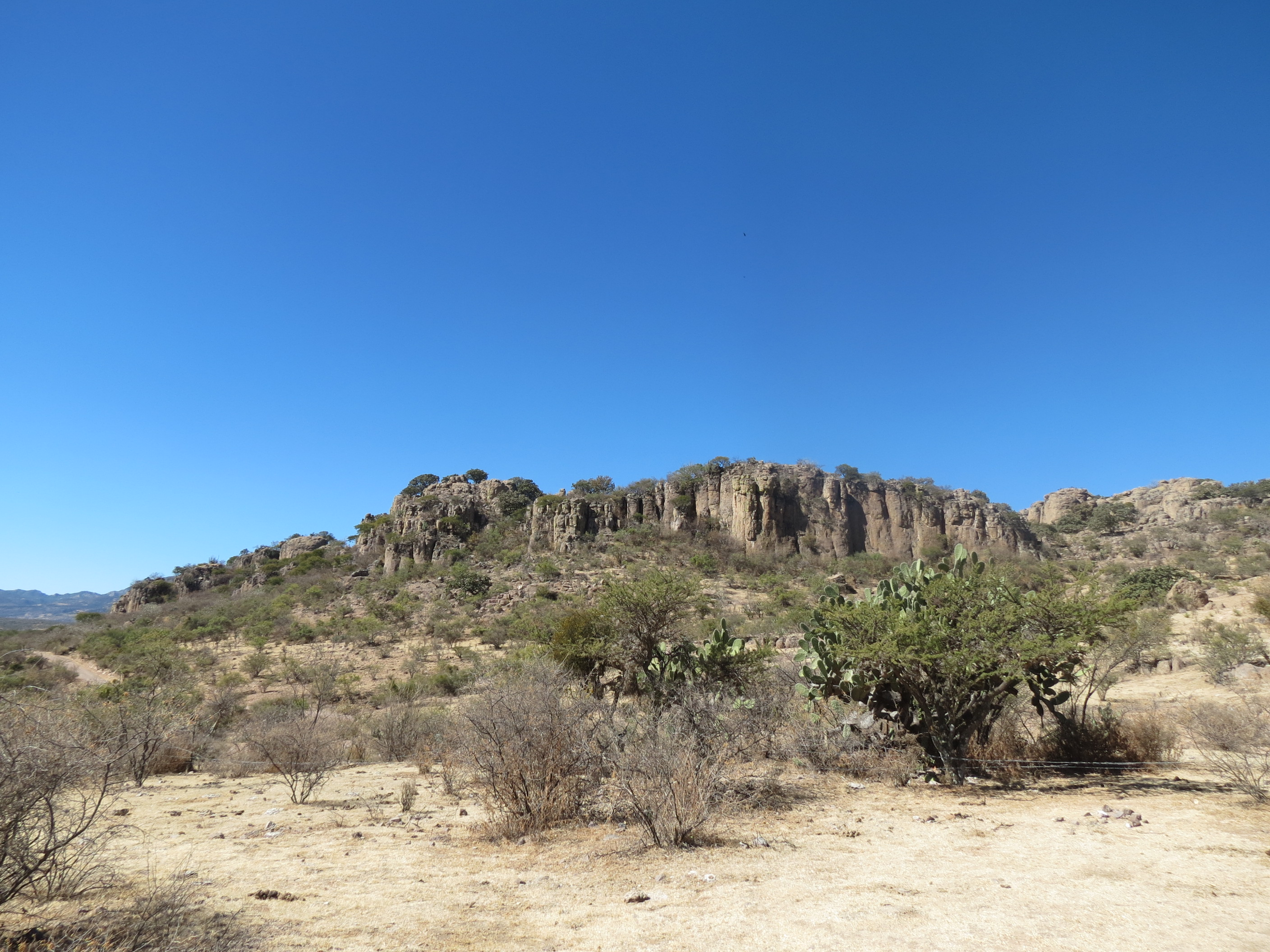
Cerro de Los Tecuanes, donde se encuentra el sitio arqueológico El Ocote.

De acuerdo a los estudios del INAH, efectuados por Jorge Jiménez Meza y Ana Pelz Marín, se han encontrado dos tipos de asentamientos:
1. Espacio ceremonial. Una plataforma y dos estructuras, en las que había materiales cerámicos, líticos, bajareque, restos humanos, y otros más.[10]
2. Área habitacional o doméstica al pie del Cerro de los Tecuanes (oriente, sur y poniente), en los que había objetos de molienda, restos óseos de animales, fogones, herramientas hechas de sílex, obsidiana y riolita; objetos de barro e instrumentos de hueso; también semillas. En este lugar también había indicios de un poste, bases de columnas y objetos relacionados con la construcción.[11]

En el 2011, el gobierno del estado de Aguascalientes construyó unas escaleras para acceder al sitio, y se colocó una cerca para delimitar el acceso a las pinturas.

### Pinturas rupestres
Se han encontrado una serie de pinturas rupestres en color rojo y seis petrograbados en el sitio. Se trata de representaciones de animales y seres humanos. La Coordinación Nacional de Conservación del Patrimonio Cultural de INAH, ha trabajado en la restauración del panel principal, así como en el levantamiento de los diseños.

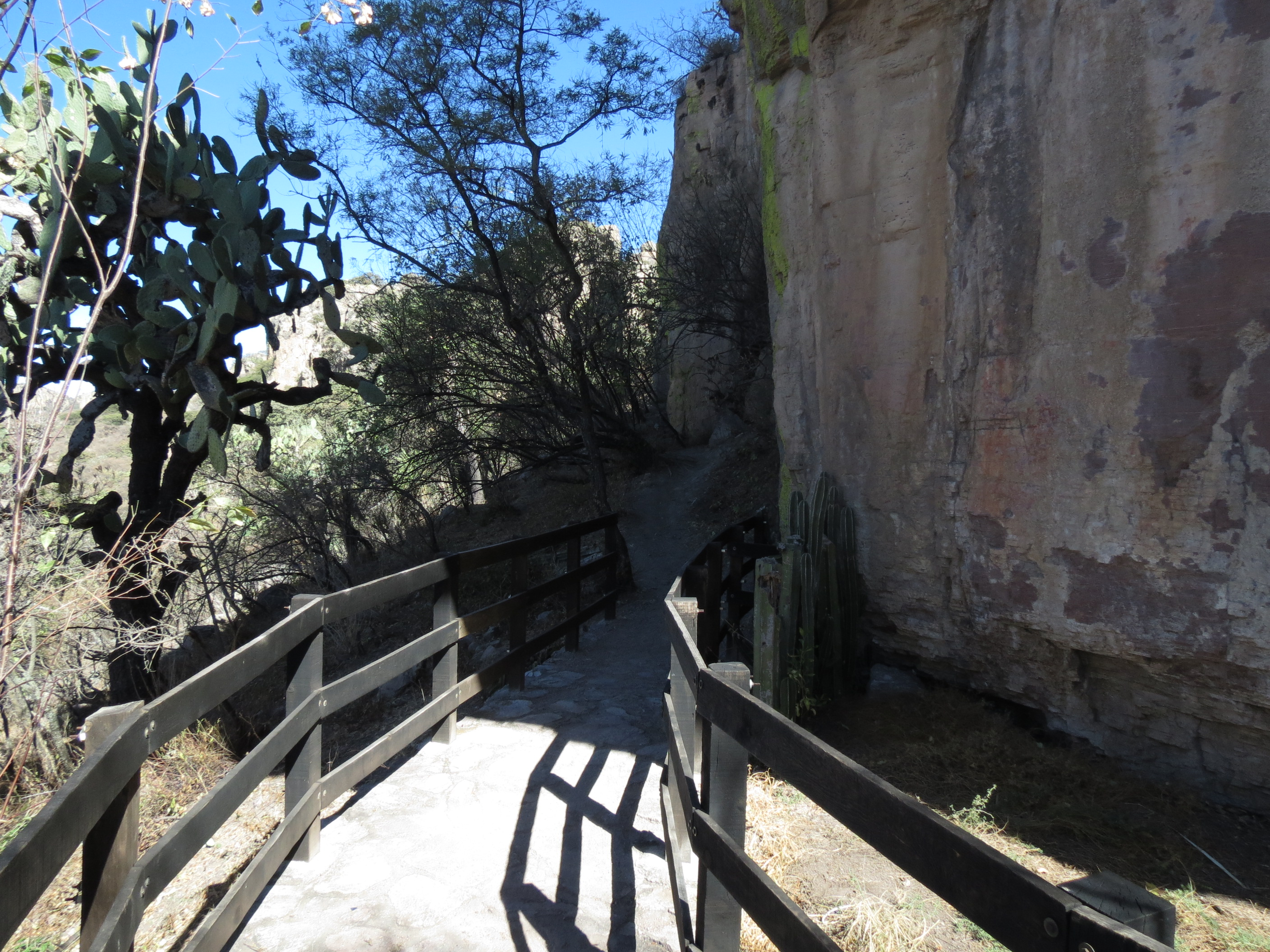
Valla construida para proteger las pinturas rupestres del panel principal.

Las pinturas de El Ocote se encuentran en cuatro lugares de la zona. La orientación de todas es hacia el poniente, y todas están en el frente rocoso orientado hacia el mismo lugar en el cerro de Los Tecuanes. La distribución de las pinturas es la siguiente dentro del sitio:
1. Panel principal: Una pared al poniente del cerro. Tiene la mayor cantidad de motivos representados. En este sitio también había otros elementos, como cerámica y lítica.[13] El panel principal es de 6.6 m de alto por 6.9 m de ancho, y está formado geológicamente por ignimbrita.[14]
2. Cima del cerro: Pintura de una representación antropomorfa aislada.[13]
3. Bloque disgregado que contiene motivos antropomorfos.[13]
4. La Troja, una agrupación rocosa que contiene motivos que ya no son visibles.[13]

#### Significado de las pinturas
Acerca del significado de las pinturas, se tiene distintas hipótesis y explicaciones, como que pudieron haber sido realizadas por ocio o por una necesidad de plasmar algún contenido importante para la población. Debido a que las pinturas se encuentran orientadas hacia el poniente, podría tener un significado sobre el atardecer. Por otro lado, debido a la presencia de figuras humanas y animales cuadrúpedos, podría también tratarse de un significado sagrado o la representación de un ritual.

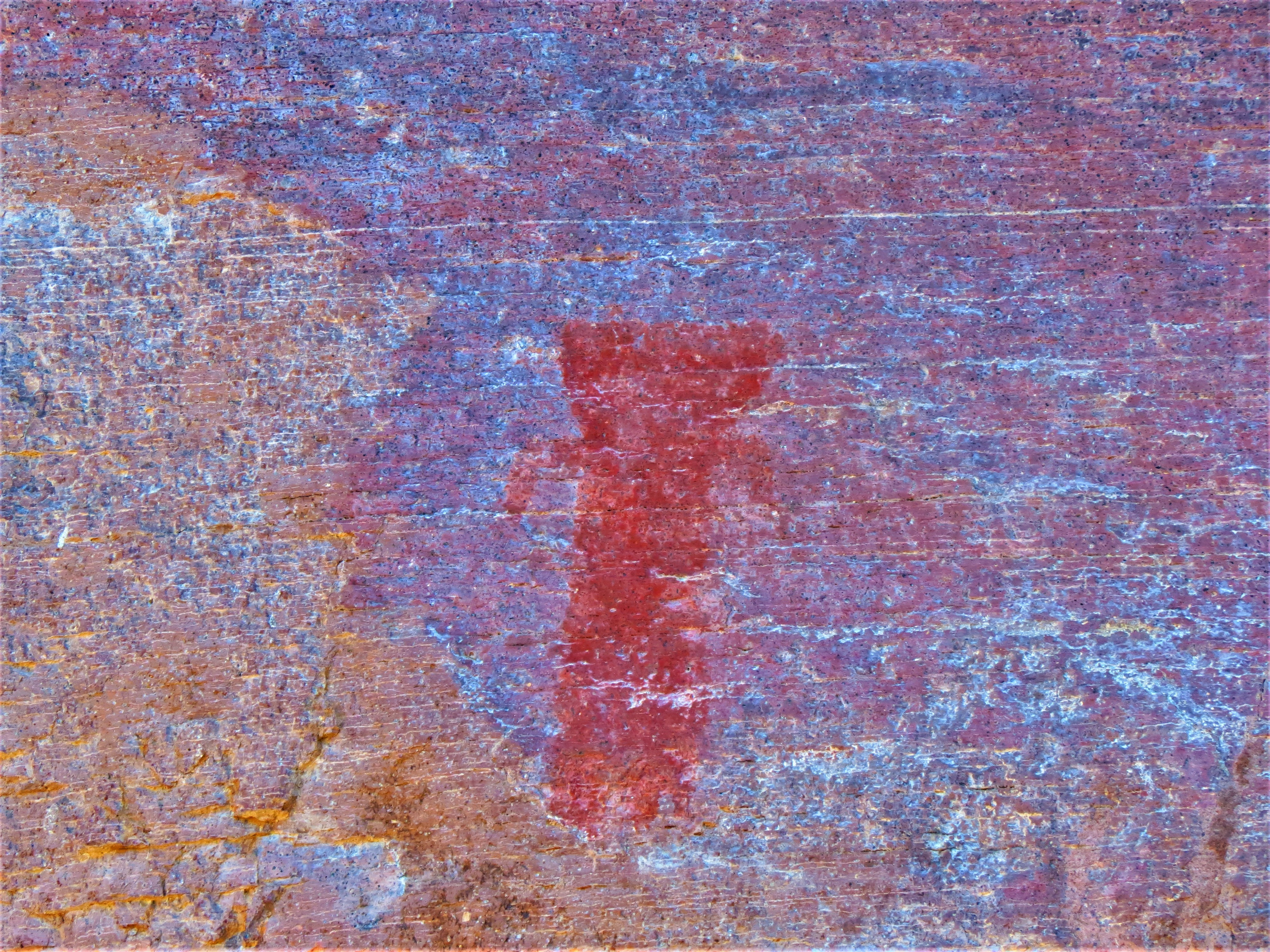
Pintura que representa a una persona con cabeza triangular.

En la parte izquierda del tablero central se encuentra la presencia de una persona con una cabeza triangular, lo que se podría interpretar como una clase de tocado para destacarlo del resto de personas.

#### Tipología de las pinturas rupestres
Es posible reconocer una tipología de las pinturas a partir de su morfología, entre figuras naturalistas y abstractas. Las naturalistas son representaciones de figuras antropomorfas, zoomorfas, de agua y quizás de cuerpos celestes (geométrico-abstractos). Y entre las representaciones abstractas hay líneas y otras que difícilmente se pueden identificar debido al mal estado en el que se encuentran.
Por otro lado, según Daniel Valencia, hay dos etapas en la elaboración de las pinturas, una en color rojo claro (la más antigua) y otra en rojo oscuro (más reciente). Los motivos en rojo claro son de naturaleza antropomorfa (figuras humanas esquematizadas con extremidades curveadas) y la de rojo oscuro posee más variantes en cuanto a la expresión de las figuras humanas, y también hay dos tipos de cabeza: triángulo invertido y redonda.
| Tipo                   | Representación                                        | Imagen |
| ---------------------- | ----------------------------------------------------- | ------ |
| Pinturas antropomorfas | Persona con cabeza como triángulo invertido           |        |
| Pinturas antropomorfas | Persona con brazos levantados y cabeza redonda        |        |
| Pinturas antropomorfas | Persona con brazos hacia abajo (en la cima del cerro) |        |
| Pinturas antropomorfas | Persona delgada flexionada                            |        |
| Zoomorfo               | Cánido                                                |        |
| Zoomorfo               | Ciempiés                                              |        |
| Zoomorfo               | Mariposa                                              |        |
| Antropomorfo-zoomorfo  | Figura dual (hombre-animal)                           |        |
| Geométrico-abstractos  | Espiral                                               |        |
| Geométrico-abstractos  | Líneas onduladas                                      |        |